# Hypenagonia obliquifascia
Hypenagonia obliquifascia là một loài bướm đêm trong họ Erebidae.